# Robert Chemin
Robert Chemin en fransk astronom.
Minor Planet Center listar honom som R. Chemin och som upptäckare av 1 asteroid.
Den 13 december 1985 upptäckte han asteroiden 9554 Dumont.
Asteroiden 3913 Chemin är uppkallad efter honom och Henriette Chemin.